# Euphranta dissoluta
Euphranta dissoluta är en tvåvingeart som först beskrevs av Mario Bezzi 1913.  Euphranta dissoluta ingår i släktet Euphranta och familjen borrflugor. Inga underarter finns listade i Catalogue of Life.